# Labeo indramontri
Labeo indramontri är en fiskart som beskrevs av Smith, 1945. Labeo indramontri ingår i släktet Labeo och familjen karpfiskar. IUCN kategoriserar arten globalt som otillräckligt studerad. Inga underarter finns listade i Catalogue of Life.